# Kataller Toyama
El Kataller Toyama (カターレ富山 Katāre Toyama?) es un equipo profesional de fútbol de Japón, situado en la ciudad de Toyama, capital de la Prefectura de Toyama. Fue fundado en 2007 a partir de la fusión de los dos equipos de la ciudad (el YKK AP SC y el ALO's Hokuriku) y jugará en la J2 League en la temporada 2025.
Su nombre es una contracción de las palabras katare (en japonés, ganar) y aller (en francés, adelante).

## Historia

### Orígenes (1962-2007)
Antes de la fusión que derivó en la creación del Kataller, la ciudad de Toyama contaba con dos equipos en la Japan Football League (JFL).
El YKK SC fue fundado en 1962 como la propiedad de la empresa de manufacturación YKK. Fue uno de los fundadores de la liga regional de Hokushinetsu en 1975 y se hizo el primer campeón el mismo año. El club ganó la liga once veces, y es el récord no solo de la prefectura de Toyama, sino de toda la región de Hokushinetsu incluidas Nagano, Niigata, Ishikawa y Fukui. El club cambió su nombre por el de YKK AP SC en 2004.
Por otra parte, el ALO's Hokuriku, perteneciente a la compañía eléctrica Hokuriku, fue fundado en 1990. El club ganó la liga regional de Hokushinetsu dos veces.
Debido a la presencia del fútbol en la prefectura y a que los dos equipos estaban luchando por las primeras plazas de la competición, la Federación de fútbol de Toyama pidió a los dos clubes que negociaran una fusión, con la intención de formar un equipo profesional unido para ascender a la J. League.

### Kataller Toyama (2008-actualidad)
El acuerdo entre YKK AP SC y ALO's Hokuriku se produjo el 10 de septiembre de 2007. La nueva organización encargada del equipo resultante contaría con la presencia de las dos empresas afectadas como máximas accionistas, y la presencia en el accionariado de otras 20 compañías locales. El equipo resultante, Kataller Toyama, comenzó a competir en la temporada 2008 en la Japan Football League (JFL), y ese mismo año Kataller obtiene el visto bueno de la J. League para conseguir una plaza si terminaba en los puestos de ascenso.
Tras terminar en tercera posición el año de su debut, Kataller logró su ascenso a la J. League. Debutó en la segunda división profesional en la temporada 2009 y fue decimotercero.

## Uniforme
- Uniforme titular: Camiseta azul con lateral azul marino, pantalón azul marino, medias azul marino.
- Uniforme alternativo: Camiseta blanca con banda azul, pantalón blanco, medias blancas.

## Estadio
Kataller Toyama disputa sus partidos como local en el Estadio de Toyama situado en Toyama, con capacidad para albergar 28.500 personas. La instalación puede albergar partidos de fútbol y competiciones de atletismo.

## Jugadores

### Jugadores destacados
La siguiente lista recoge algunos de los futbolistas más destacados de la entidad.
| - Kazuaki Kamizono (2004-2010) - Haruhiko Sato (2005-2006) - Kazuma Matsushita (2005-2009) - Koji Fujikawa (2005-2009) - Hideyuki Ishida (2007-2010) - Kazuhito Esaki (2009) - Daichi Shibata (2014) - Koji Ezumi (2015-2016) - Genki Ishisaka (2016-2017) - Kosei Wakimoto (2016-2019) - Ikki Sasaki (2017-2022) - Daniel Matsuzaka (2018) - Gakuji Ota (2018-2019) |

## Rivalidades
Cima de los Alpes del Norte
Los enfrentamientos entre Matsumoto Yamaga, Kataller Toyama y FC Gifu se denominan la cima de los Alpes del Norte (TOP OF 北アルプス). Los Alpes del Norte significan las montañas Hida que conforman una cadena montañosa japonesa que bordea las prefecturas de Nagano, Toyama y Gifu. El Matsumoto Yamaga y el Kataller Toyama fueron los miembros fundadores de la liga regional de Hokushinetsu en 1975. 

## Palmarés

### YKK SC (1962-2007)
- Liga Regional de Hokushinetsu (11): 1975, 1981, 1984, 1988, 1989, 1990, 1992, 1993, 1995, 1999, 2000

### ALO's Hokuriku (1990-2007)
- Liga Regional de Hokushinetsu (2): 1994, 1998